# Fade into Darkness
Fade into Darkness è un singolo di Avicii, pubblicato il 16 luglio 2011, con la collaborazione vocale di Andreas Moe.
Il brano contiene un campionamento di Perpetuum Mobile della Penguin Cafe Orchestra, scritta da Simon Jeffes.
Prima della sua pubblicazione ufficiale, la canzone, in versione solo strumentale, era conosciuta come Penguin.

## Tracce
1. Fade into Darkness (Vocal radio mix) (feat. Andreas Moe) – 3:18 (testo: John Martin, Michel Zitron – musica: Arash Pournouri, Simon Jeffes, Avicii)
2. Fade into Darkness (Instrumental club mix) – 5:48 (musica: Arash Pournouri, Simon Jeffes, Avicii)
3. Fade into Darkness (Vocal club mix) (feat. Andreas Moe) – 6:09 (testo: John Martin, Michel Zitron – musica: Arash Pournouri, Simon Jeffes, Avicii)
4. Fade into Darkness (Instrumental radio mix) – 2:58 (musica: Arash Pournouri, Simon Jeffes, Avicii)

Durata totale: 18:13